# اندرو راث
اندرو راث (انگلیسی: Andrew Roth; ۲۳ آوریل ۱۹۱۹ – ۱۲ اوت ۲۰۱۰) روزنامه‌نگار، و نویسنده اهل ایالات متحده آمریکا بود.